# Catarina hurrikán (2004)

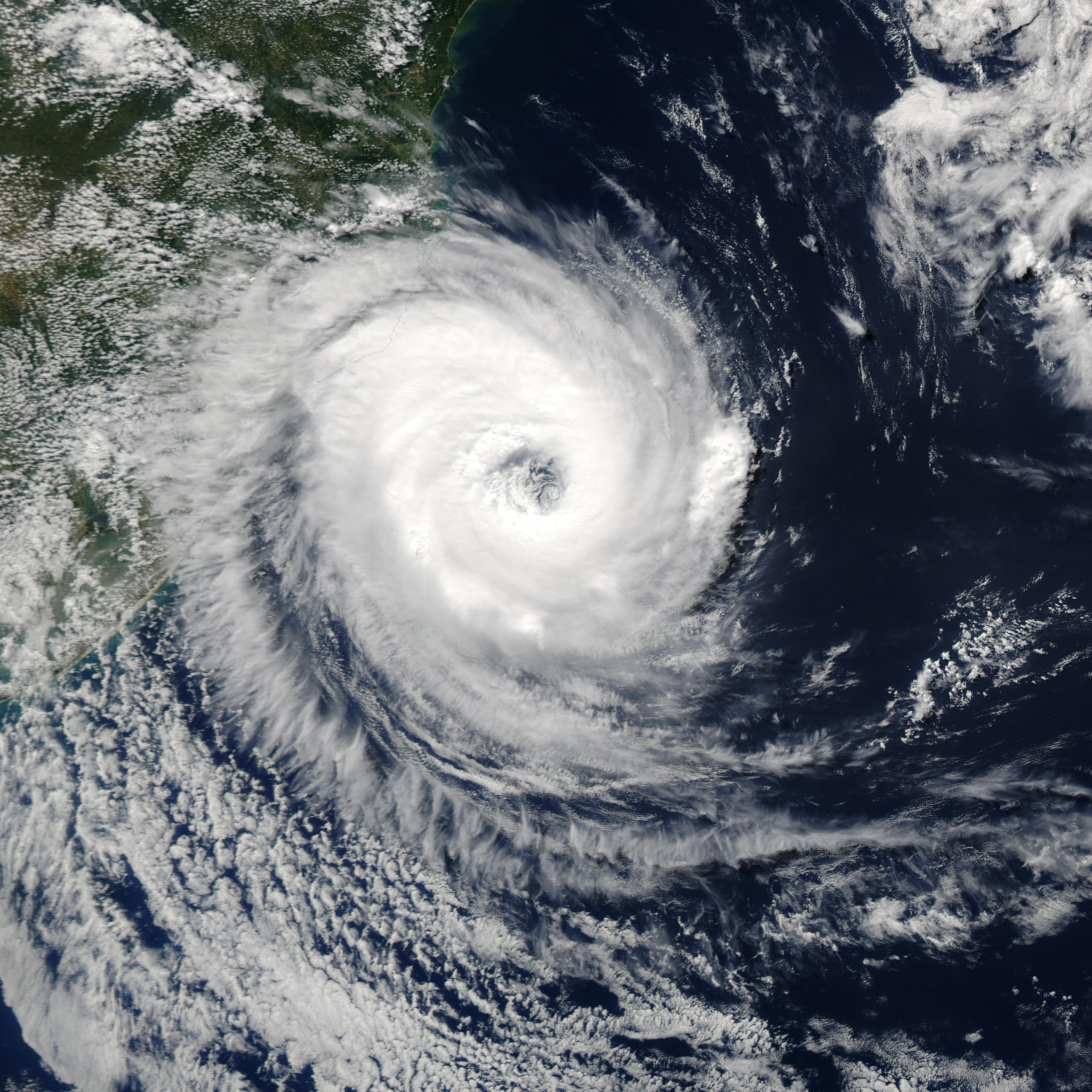
A Catarina hurrikán megközelíti a brazíliai partot 2004. március 24.

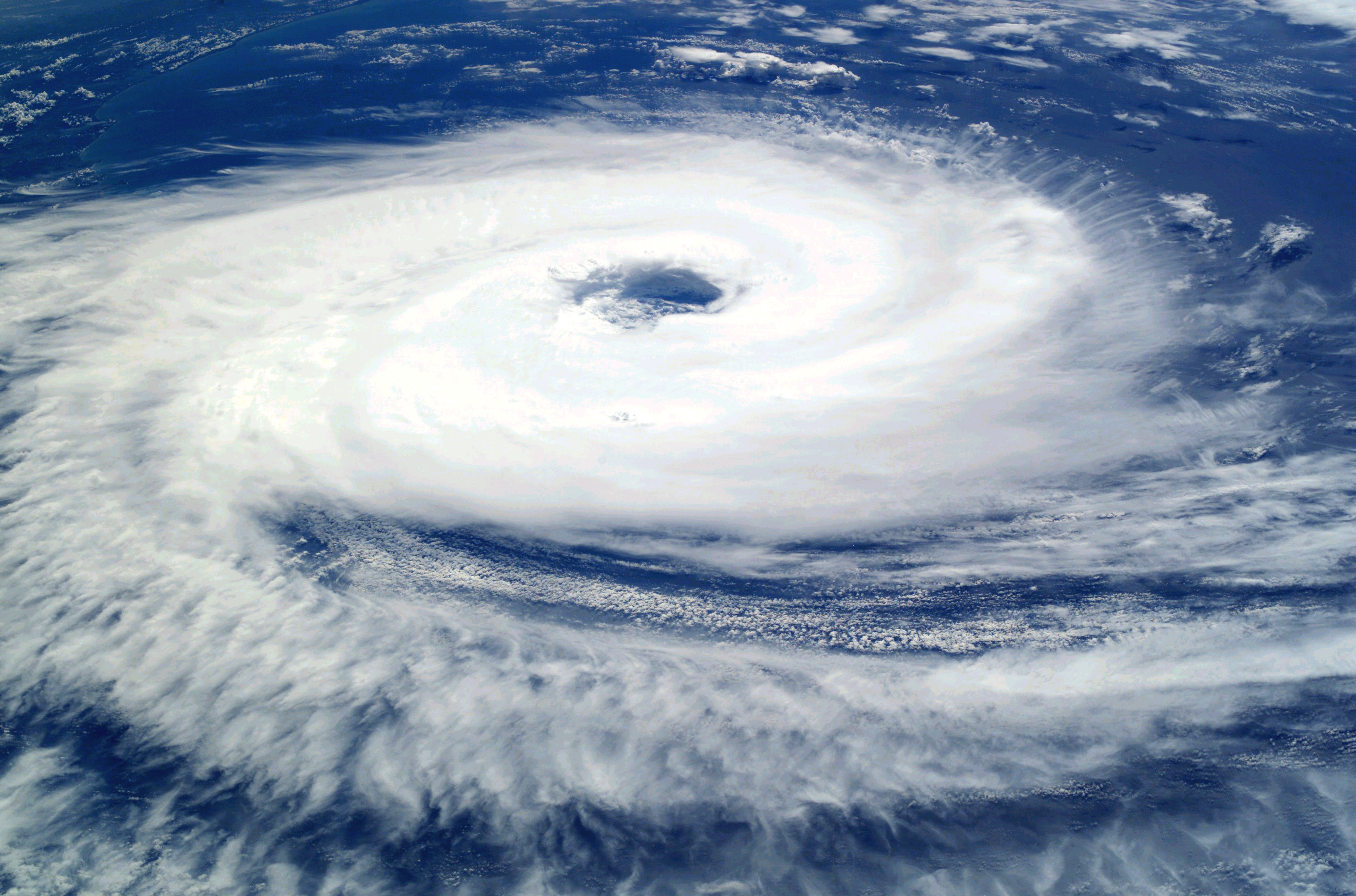
A Catarina hurrikán a Nemzetközi Űrállomásról fotózva, 2004. március 26-án

A Catarina hurrikán 2004-ben csapott le Brazíliára. A szélsebességet és nyomást is tekintve a déli atlanti-óceáni hurrikánok közül a legintenzívebb volt. Három ember halálát, közel negyven ember megsebesülését okozta, illetve 350 millió dollár kárt okozott. Az óránként 160 kilométeres sebességet is elérte. 60 kilométeres sávban letarolt mindent, ami az útjába került. Körülbelül húszezer épületet rongált meg a vihar, mintegy ezer lakóház teljesen romba dőlt, elsüllyedt két halászhajó. A hurrikán az Atlanti-óceán térségében, mintegy 440 kilométerre a brazil partoktól alakult ki.

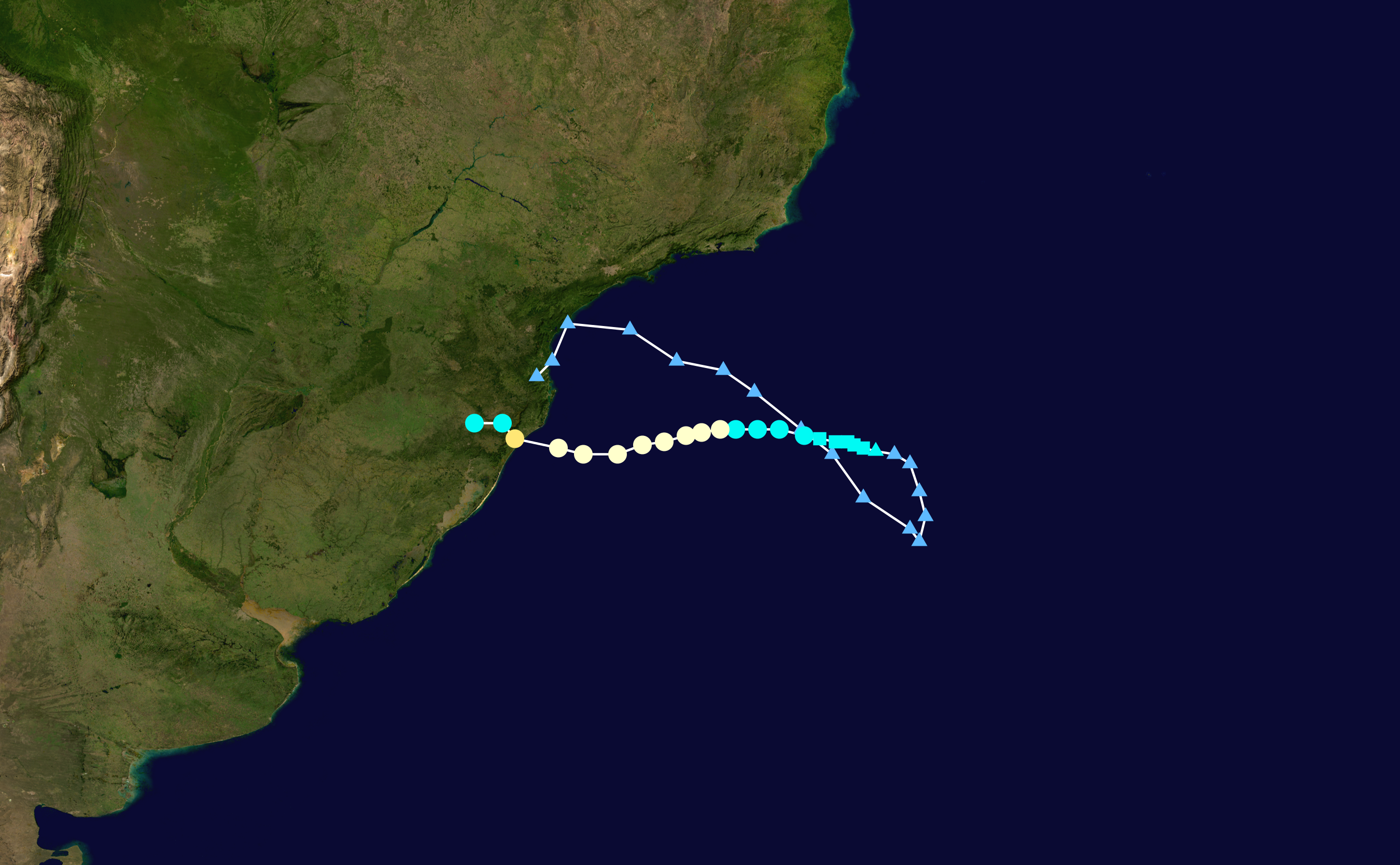
Catarina útja